# San Martín de las Pirámides
San Martín de las Pirámides là một đô thị thuộc bang México, México. Năm 2005, dân số của đô thị này là 21511 người.